# اکواسکو (مریلند)

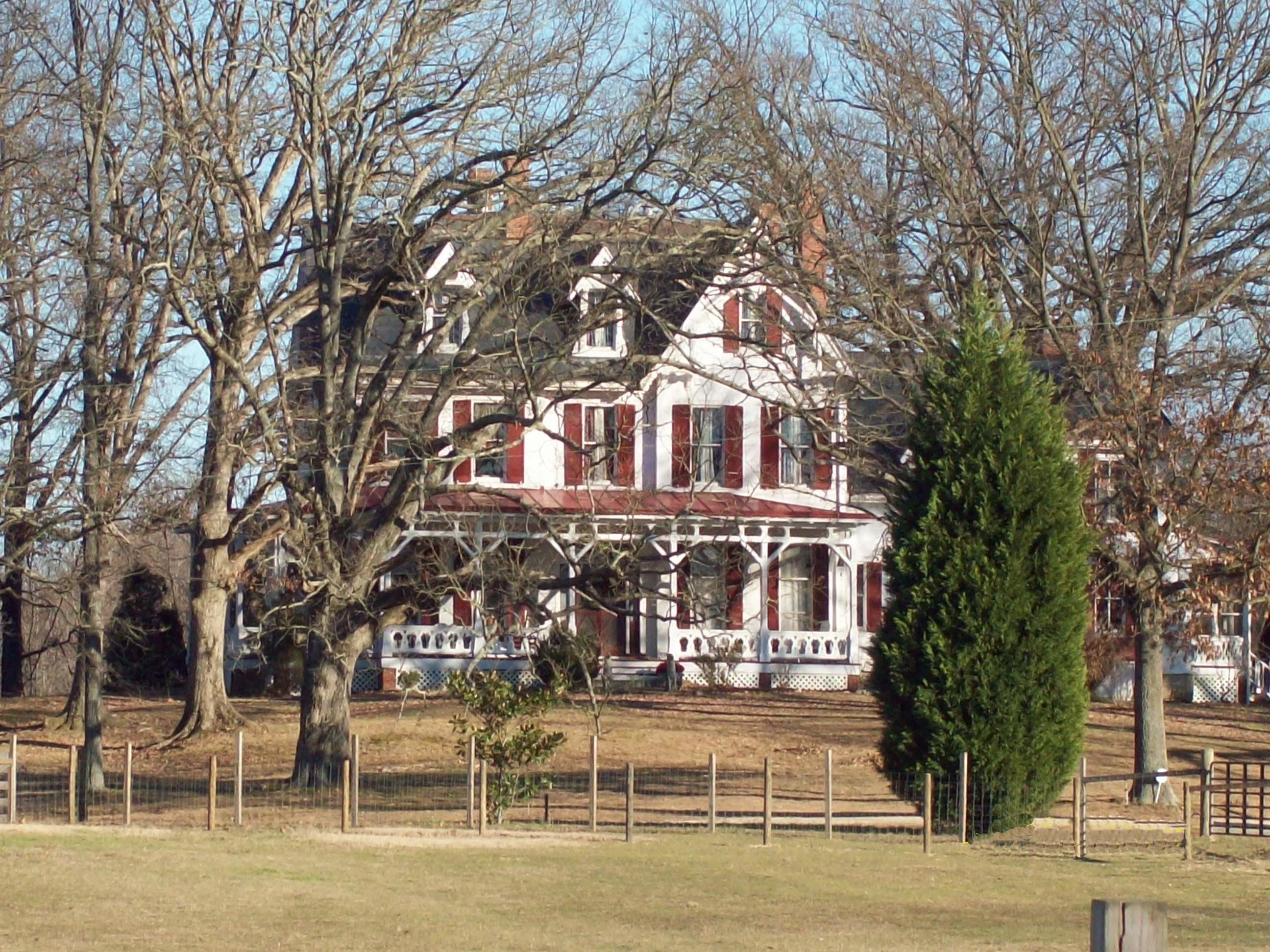
اکواسکو، مریلند

اکواسکو (به انگلیسی: Aquasco) شهری در ایالت مریلند کشور ایالات متحده آمریکا است که جمعیت آن در سرشماری سال ۲۰۱۰ میلادی، ۹۸۱ نفر بوده‌است.